# 吉田隆長
吉田 隆長（よしだ たかなが）は、鎌倉時代後期から南北朝時代にかけての公卿。藤原北家勧修寺流吉田家、権大納言・吉田経長の次男。官位は正三位・権中納言。

## 経歴
皇太子尊治親王の東宮亮を務め、親王が後醍醐天皇として践祚した文保2年（1318年）2月26日に蔵人頭に抜擢される。同年8月24日には参議に昇進する。元応2年（1320年）3月24日には権中納言に任ぜられ、左兵衛督・検非違使別当を兼ねるが、日吉大社の神人を禁獄したことに延暦寺からの抗議を受け、9月10日に阿波権守に左遷される。ただし、同年12月には許されて帰京している。
元亨元年（1321年）7月26日に兄・定房が権大納言を辞すると、同日に民部卿に任ぜられたが同3年6月16日にこれを辞している。有職故実と兄・定房の言行を記した『吉口伝』（『夕郎故実』）を編纂したが、正中2年（1325年）6月23日に官を去って出家、覚源と号した。
南北朝分立後、兄の猶子となっていた三男・藤長と共に京都に残る。貞和4年/正平3年（1348年）、藤長が家号を「甘露寺」と定めた際に、南朝に仕えていた定房の子宗房（後の南朝右大臣）と嫡流の地位を巡って争ったことが『園太暦』に見える。
貞和6年/正平5年（1350年）、余命短い事を悟った隆長は『唯識論』を書写、その中で現在北朝に仕えている一門の者が藤長しかいないことを嘆き、家門の存続を願っている。翌月74歳で死去した（『園太暦』）。

## 系譜
- 父：吉田経長（1239-1309）
- 母：葉室定嗣の娘（?-1298）
- 妻：信増法印の娘
- 生母不明の子女
  - 男子：吉田俊長
  - 男子：吉田房長
  - 女子：坊城俊実室
- 妻：不詳（?-1348）
  - 男子：甘露寺藤長（1319-1361） - 吉田定房の猶子